# Chapelle de Mangolérian
La chapelle des Mille Secours est située  au lieu-dit « Mangolérian », à Monterblanc dans le Morbihan.

## Historique

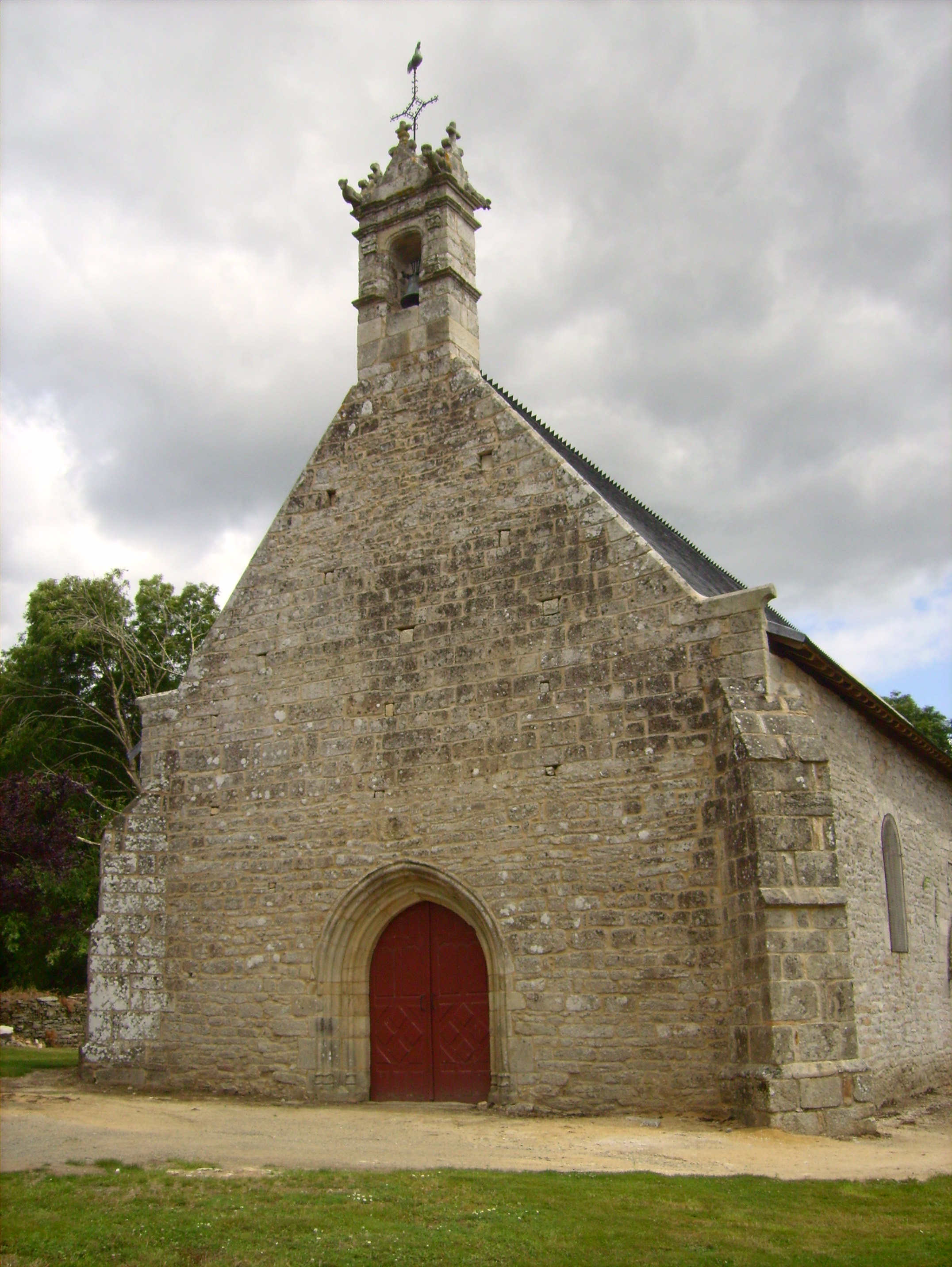
Façade ouest.

La chapelle fait l’objet d’une inscription au titre des monuments historiques depuis le 10 janvier 2001.
Ella a été construite sur les fondations d'une villa gallo-romaine.
Le combat de Mangolérian a lieu près de la chapelle lors de la Chouannerie, le 15 mars 1794.
Elle est entourée d'un placître ; le muret de l'enclos paroissial, érigé au moins depuis 1830, a été remonte en 1970. À cette occasion, l'escalier de l'entrée principale a été repositionné à l'est de l'enclos.
L'ensemble architectural comprend la maison du chapelain et le calvaire ramené en 1980 du hameau du Mangoro,situé à 5 km au nord-est.

## Architecture
L'édifice rectangulaire, mesure 23,70 m sur 9,90 m. 
Il est épaulé de quatre contreforts d'angle, en gros appareil, à double ressauts : talus et larmiers. 
L'entrée principale sur la façade ouest, est une large porte en arc légèrement brisé. 
L'ébrasement est mouluré de gorges et de tores posés sur des bases sculptées en forme de flacon.
Le chevet plat est percé d'une grande baie à arc brisé.

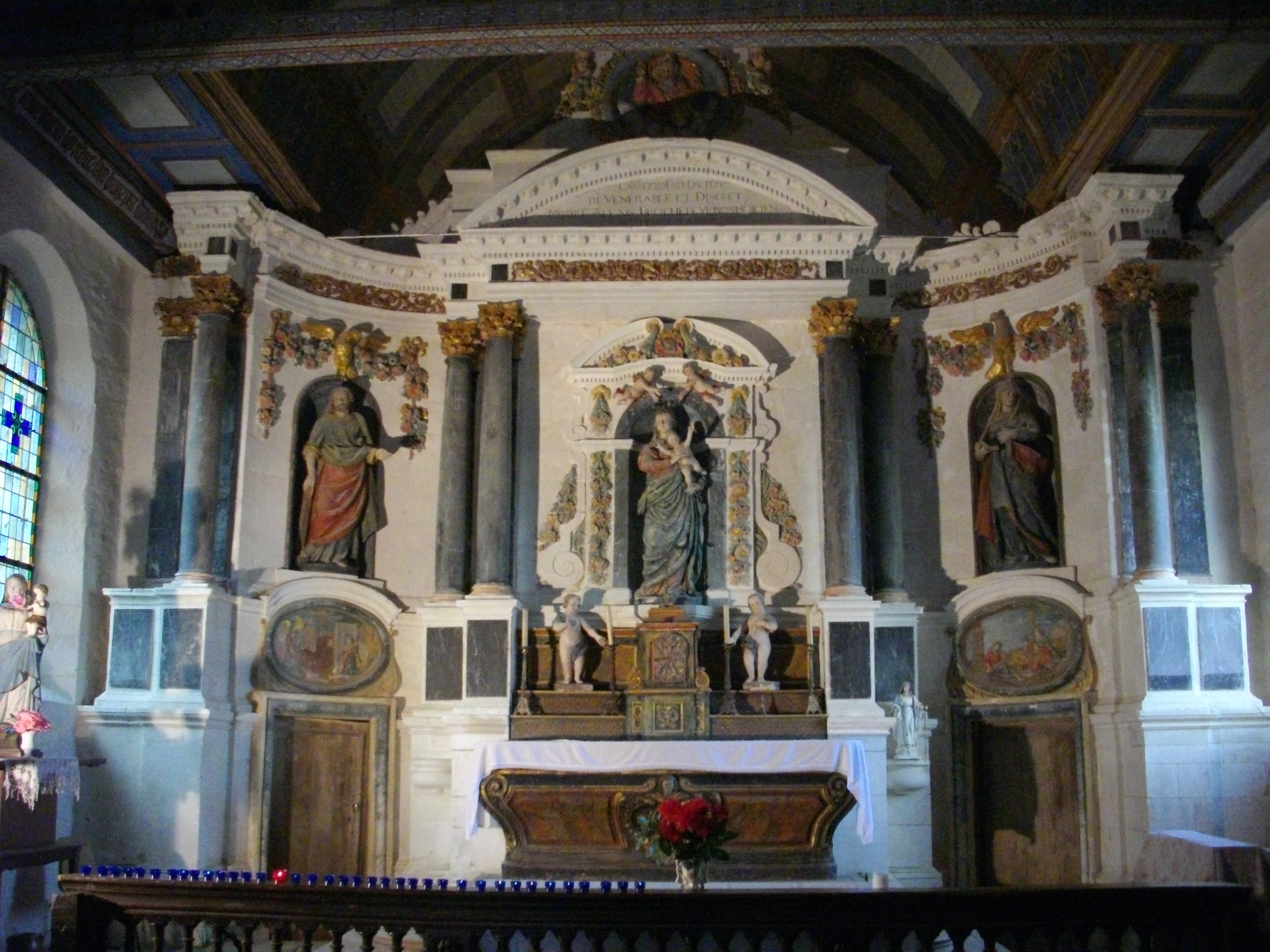
Intérieur

Le clocheton daté de 1565 possède sur chacun des côtés quatre gâbles. Les pilastres à chapiteaux supportent un entablement à double corniche.